# 对叶虎耳
对叶虎耳（学名：Saxifraga contraria）为虎耳草科虎耳草属下的一个种。

## 扩展阅读
- 維基物種上的相關：对叶虎耳